# Philimon Chipeta
Philimon Chipeta (ur. 2 lutego 1981 w Lusace) – zambijski piłkarz grający na pozycji napastnika.

## Kariera klubowa
Karierę piłkarską Chipeta rozpoczął w klubie Lusaka Dynamos. W jego barwach zadebiutował w 2000 roku w zambijskiej Premier League. W klubie tym grał do 2003 roku. W 2004 roku odszedł do malezyjskiego Perlis FA. Występował w nim do 2008 roku. Wywalczył z nim mistrzostwo Malezji w 2005 roku oraz dwukrotnie Puchar Malezji (2004, 2006).
W 2008 roku Chipeta wrócił do Lusaki Dynamos, z którym zdobył Challenge Cup. W 2009 roku został wypożyczony do indonezyjskiego Persibu Bandung. Z kolei w 2010 roku został zawodnikiem syryjskiego Al-Jaish SC. W tym samym roku wywalczył z nim mistrzostwo Syrii. Grał też w Nkwazi FC i Selangor PKNS.

## Kariera reprezentacyjna
W reprezentacji Zambii Chipeta zadebiutował w 2000 roku. W 2002 roku był powołany do kadry na Puchar Narodów Afryki 2002. Był na nim rezerwowym i nie rozegrał żadnego spotkania. W kadrze narodowej grał do 2002 roku i wystąpił w niej 5 razy oraz strzelił 1 gola.